# Camarotea romiensis
Camarotea es un género monotípico de plantas con flores perteneciente a la familia Acanthaceae. Comprende 2 especies descritas y de estas, solo una aceptada. Su única especie: Camarotea romiensis, es originaria de Madagascar.

## Taxonomía
Camarotea romiensis fue descrita por George Francis Scott-Elliot y publicado en Journal of the Linnean Society, Botany 29: 38. 1891.